# Lantenay (Côte-d'Or)
Lantenay é uma comuna francesa na região administrativa da Borgonha-Franco-Condado, no departamento de Côte-d'Or. Estende-se por uma área de 17,5 km². Em 2010 a comuna tinha 529 habitantes (densidade: 30,2 hab./km²).